# UTC−05:00

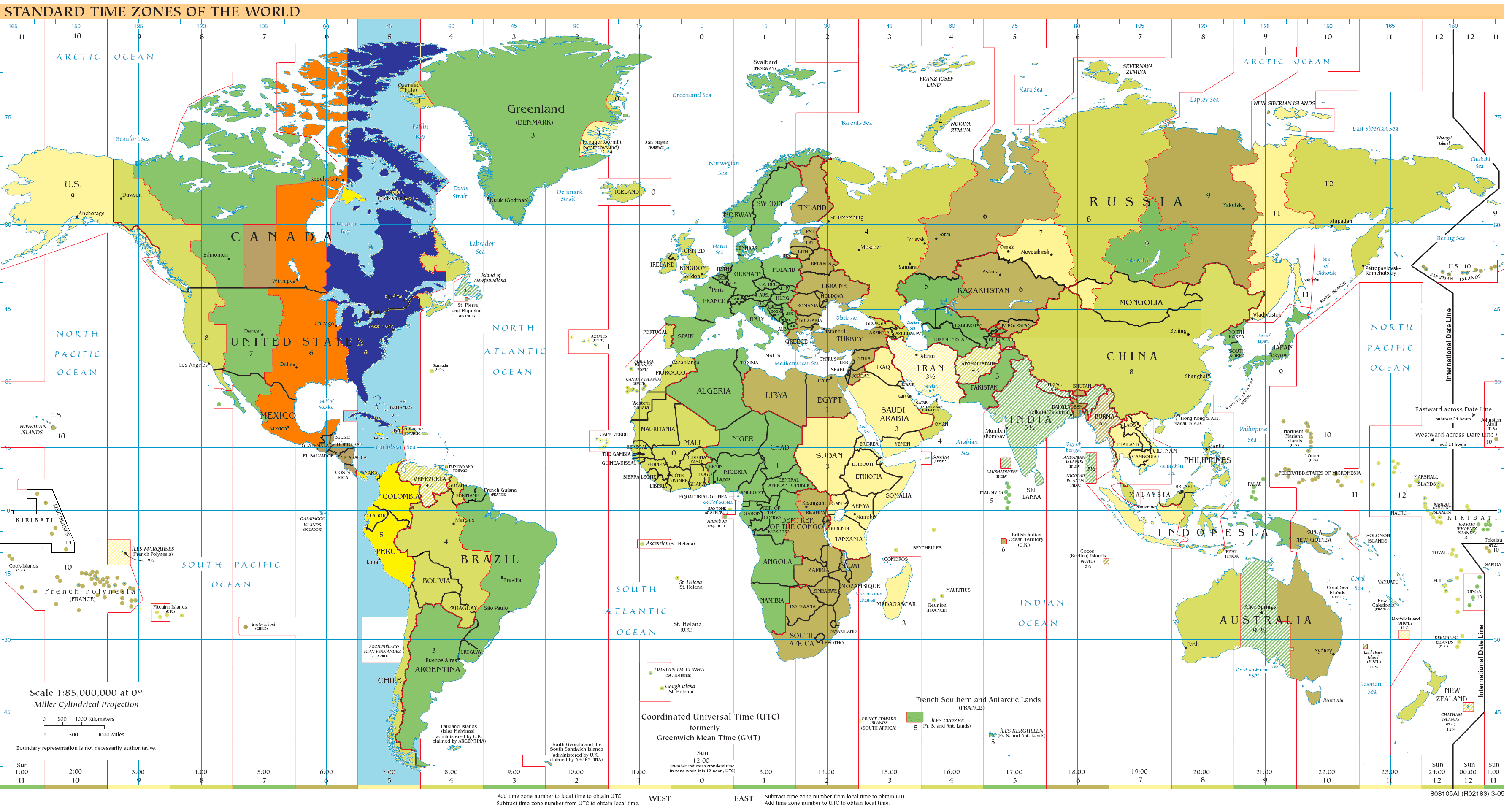
UTC−05: 파란색 (1월), 주황색 (7월), 노란색 (연중), 밝은 청색 - 바다

UTC-05 시간대는 협정 세계시보다 5시간 늦은 시간대이다.

## 동부 표준 시간대(북반구 겨울)

### 북아메리카
- 캐나다
  - 누나부트 준주 동부, 온타리오주 대부분, 퀘벡주 대부분
- 미국
  - 코네티컷주, 델라웨어주, 워싱턴 D.C., 조지아주, 메인주, 메릴랜드주, 매사추세츠주, 뉴햄프셔주, 뉴저지주, 뉴욕주, 노스캐롤라이나주, 오하이오주, 펜실베이니아주, 로드아일랜드주, 사우스캐롤라이나주, 버몬트주, 버지니아주, 웨스트버지니아주
  - 플로리다주, 인디애나주, 미시간주 대부분
  - 켄터키주, 테네시주 동부
  - 앨라배마주 러셀 카운티, 피닉스시티에서 비공식적으로 사용

### 카리브해
- 바하마
- 쿠바
- 아이티
- 터크스 케이커스 제도(영국)

## 중앙 일광 절약 시간대(북반구 여름)
- 캐나다
  - 누나부트 준주(중부)
  - 온타리오주(서부)
  - 매니토바주(대부분)
- 미국
  - 앨라배마주, 아칸소주, 일리노이주, 아이오와주, 루이지애나주, 미네소타주, 미시시피주, 미주리주, 오클라호마주, 위스콘신주
  - 캔자스주, 네브래스카주, 노스다코타주, 사우스다코타주, 테네시주, 텍사스주 대부분
  - 플로리다주, 인디애나주, 켄터키주, 미시간주 서부
- 멕시코
  - 중부, 동부

## 표준 시간대(1년 내내)

### 북아메리카
- 캐나다
  - 사우샘프턴섬
- 멕시코
  - 킨타나로오주(2015년 2월 1일부터 사용)

### 카리브해
- 케이맨 제도(영국)
- 자메이카

### 중앙 아메리카
- 파나마

### 남아메리카
- 콜롬비아
- 에콰도르(갈라파고스 제도 제외)
- 페루
- 브라질
  - 아크리주
  - 아마조나스주(남서부)
  - 에이루네페 주변
- 칠레
  - 이스터섬

## 비교
| UTC-05 | 0  | 1  | 2  | 3  | 4  | 5  | 6  | 7  | 8  | 9  | 10       | 11       | 12       | 13       | 14       | 15       | 16       | 17       | 18       | 19       | 20        | 21        | 22        | 23        |
| ------ | -- | -- | -- | -- | -- | -- | -- | -- | -- | -- | -------- | -------- | -------- | -------- | -------- | -------- | -------- | -------- | -------- | -------- | --------- | --------- | --------- | --------- |
| UTC    | 5  | 6  | 7  | 8  | 9  | 10 | 11 | 12 | 13 | 14 | 15       | 16       | 17       | 18       | 19       | 20       | 21       | 22       | 23       | 다음날 0 | 다음날 1  | 다음날 2  | 다음날 3  | 다음날 4  |
| KST    | 14 | 15 | 16 | 17 | 18 | 19 | 20 | 21 | 22 | 23 | 다음날 0 | 다음날 1 | 다음날 2 | 다음날 3 | 다음날 4 | 다음날 5 | 다음날 6 | 다음날 7 | 다음날 8 | 다음날 9 | 다음날 10 | 다음날 11 | 다음날 12 | 다음날 13 |

## 같이 보기
- 동부 표준시
- 브라질 시간
- 캐나다 시간